# 西南戰爭
西南戰爭（日语：／ Seinan Sensō */?，1877年2月—10月），又稱西南戰役、西南之役、西南事變，是發生在今日本熊本县、宮崎縣、大分县及鹿儿岛县等九州地区，以西乡隆盛为新政大总督、征伐大元帥的士族借清君側之名義發動的起事，也是日本至今最後一場內戰。
西鄉隆盛自1873年（明治六年）返回鹿兒島後，廣收弟子，設立「私學校」大興教育，傳揚武士道，集結了大批志趣相投之士，引發政府的怀疑猜忌，故而被迫起事，並遭到政府全數殲滅。

## 戰爭導火線
西鄉隆盛自明治六年政变下台后，其身边就聚集有仰慕其人望或是对大久保留守的新政府的各种政策不满的旧士族。跟随西乡下野而辞官归地的就多达二百多人，这些人都是幕末对于倒幕战争与日后维新政府成立时作出莫大贡献的人，因此大多勇猛彪悍，且思想行动上皆较激进。在鹿儿岛的西乡隆盛为管理这些既无职业又对政府不满的元士族，便创立私学校，让这些元士族成为私学校的学生，借以约束控制。但西乡在私学校中讲授武道兵法，因此私学校拥有自己的铳剑与火炮；又宣扬武士道思想，使得旗下的私学校被明治政府所忌惮。明治政府派遣警视厅中同是元萨摩藩出身的警视中原尚雄等多名密探前往鹿兒島，查探私學校與西鄉隆盛等人的動向，同時欲將鹿兒島陸軍火藥庫內的武器彈藥撤到大阪，但此舉被激進的私學校學生察覺；学生将中原逮捕后严加逼问，迫使中原承认此次来是为了刺杀西乡隆盛（实际上政府并无此意）。明治十年一月三十一日夜裡，私校學生襲擊鹿兒島草牟田陸軍火藥庫，不久磯集成館，上之原等火藥庫也遭襲擊，鹿兒島市內亦有多處遭縱火，騷亂一發不可收拾，當時西鄉隆盛不在鹿兒島上，但筱原国干、桐野利秋相继连夜拜访西乡住所，劝说西乡举兵。西乡无奈只得以“欲有事询问于政府”为由向东京进军。

## 戰爭經過

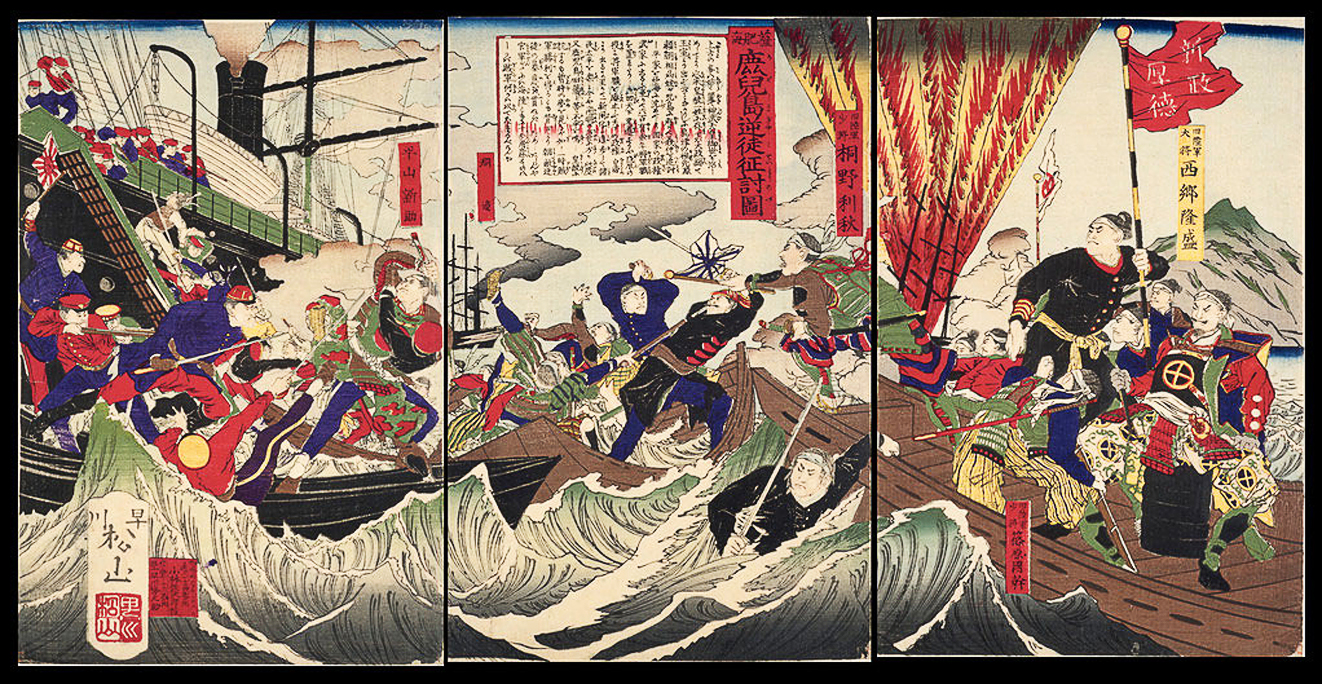
鹿儿岛戰事圖。

當時薩摩軍有一萬二千人，還有來自九州各地不滿的士族，合計四萬多人，薩軍編制為七個大隊，在正式舉兵以前的2月6日，薩軍就召開了一次作戰會議，會中否決了西鄉隆盛之弟西鄉小兵衛提出：佔領長崎以確保物資供應、阻止官軍從水路攻擊，並趁熊本鎮台援救長崎時佔領熊本，以期完全控制九州的提案，決議直接強攻熊本城。
政府方面陸軍卿山縣有朋密令熊本鎮台防備鹿兒島暴動，又與伊藤博文（政府參議、工部卿）、川村純義（海軍大輔）商議出兵，經太政大臣三條實美同意後進行整備。19日天皇頒布敕令，任命有棲川宮熾仁親王為征討總督，山縣有朋陸軍中將、黑田清隆陸軍中將、川村純義海軍中將任參軍。後征討軍團規模又擴增。
2月21到23日的熊本攻略戰中薩軍受挫，於是決定分兵包圍熊本，在此期間政府軍已逐漸完成出兵準備。在熊本外圍，薩軍警戒部隊與自小倉來援的政府軍第十四聯隊（代理聯隊長乃木希典少佐）在植木，木葉一帶爆發遭遇戰，結果政府軍戰敗，聯隊旗被奪。

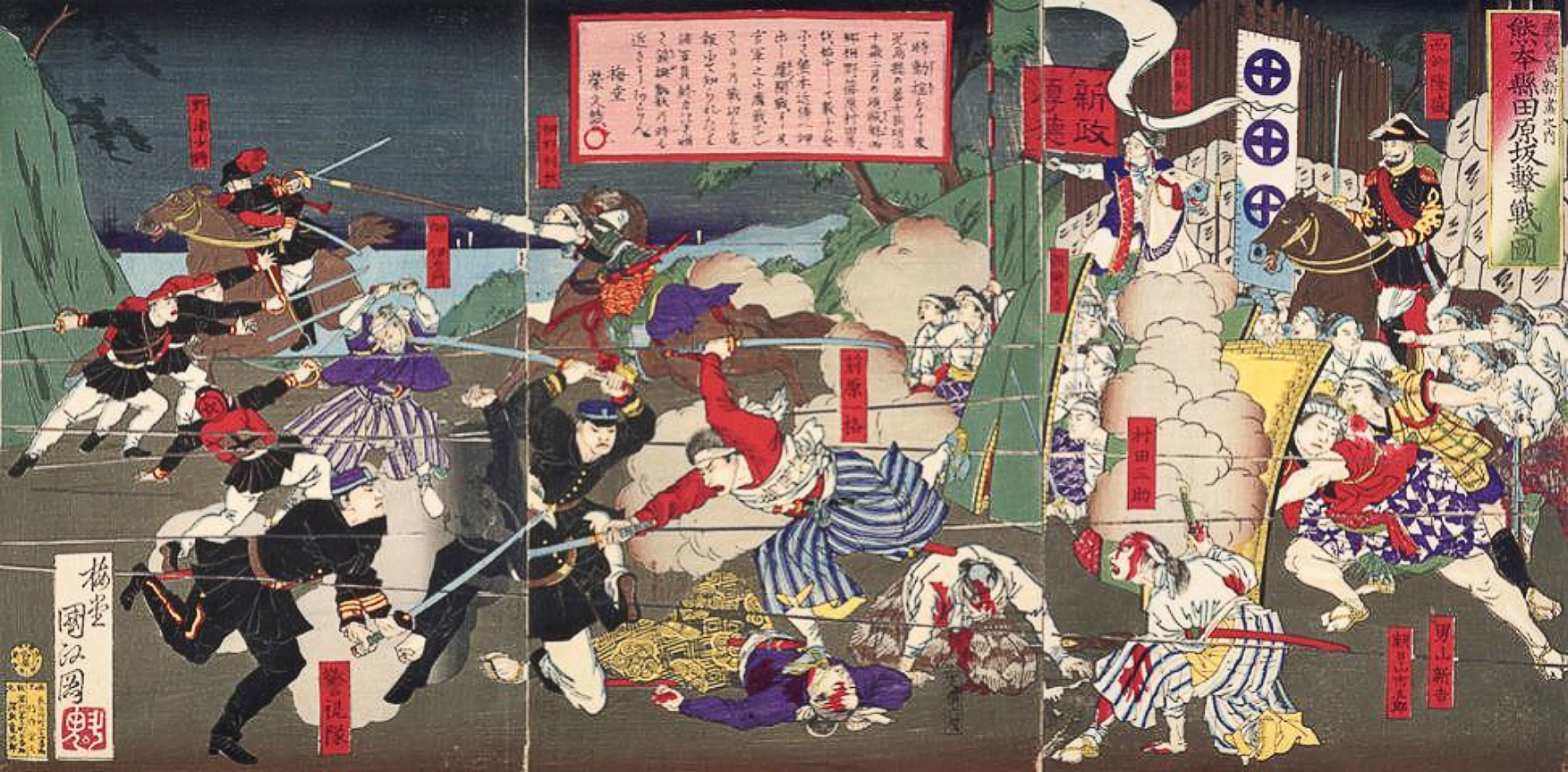
田原坂會戰圖。左為官軍（警視拔刀隊），右為西郷軍。

薩軍包圍熊本後，企圖北上控制馬關和長崎，然而此時政府軍已經從福岡南下，雙方於高瀨展開激戰，最後薩軍敗戰。3月，雙方又進行了吉次、田原坂兩次交戰，在最關鍵的田原坂會戰（3月3日至17日）中，雙方的損失都接近各自兵力的四成，同時物資消耗也十分驚人。

## 結局

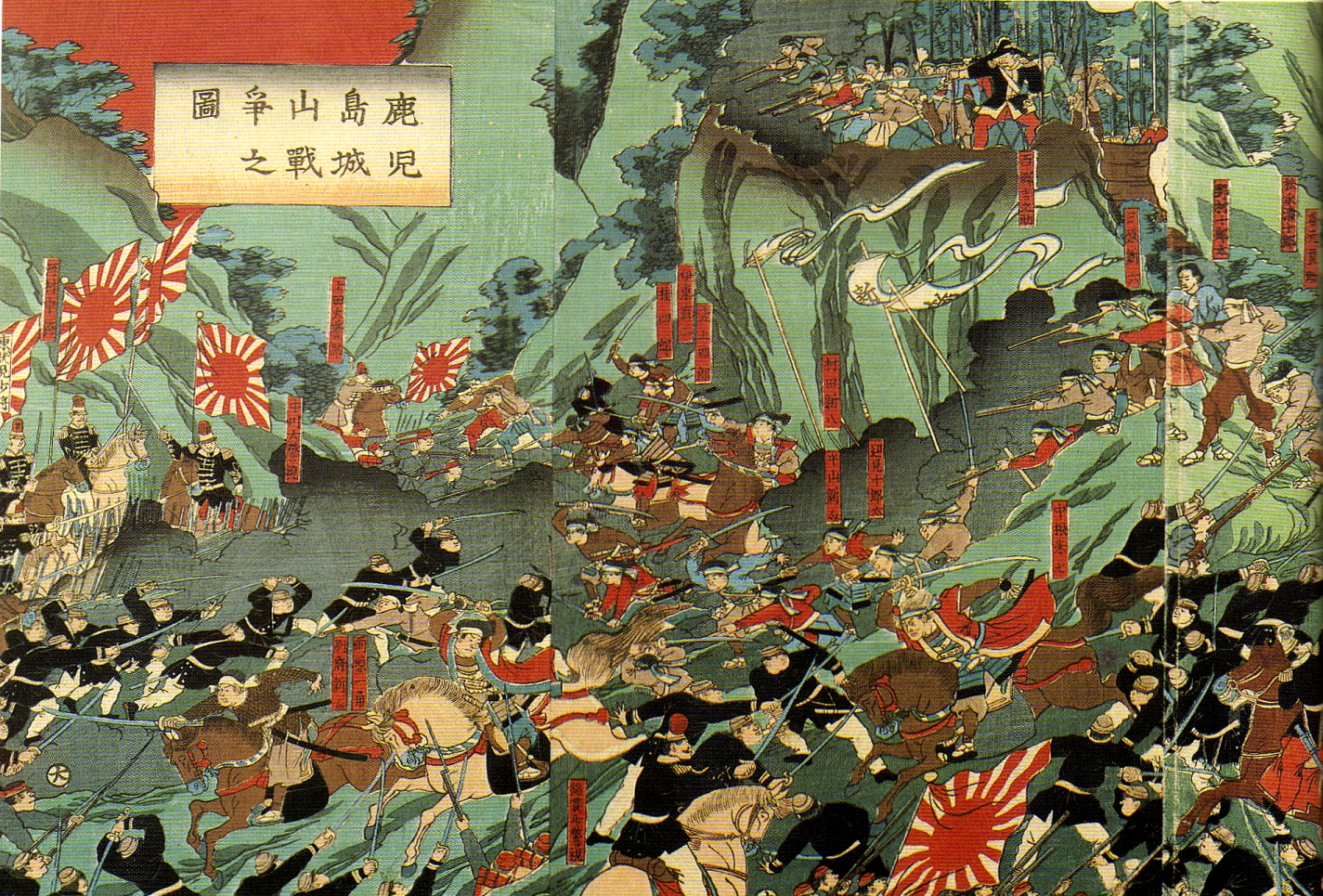
城山之战

田原坂戰役仍在進行的同時，政府又派軍在熊本以南的日奈久、八代登陸，薩軍陷入了腹背受敵的局面，西乡隆盛决定解除熊本之圍。同日薩軍全線撤退，政府軍持續追擊。9月兵至西鄉的總部鹿兒島城山，經過23天的圍城惡戰，城山終於被政府軍攻破，西鄉中彈後“徐徐跪坐，儼然正襟，向東遙拜”，請別府晉介擔任介錯，斬下了自己的頭顱。
西南戰爭的結束，亦代表明治維新以來的倒幕派正式收尾，此戰驗證了明治軍事改革的成果，显示了建設“四民皆兵”的國民軍隊的正確性和西化的成果，也宣告了武士時代的結束。

## 相關作品
- 1990年日本NHK大河劇《宛如飛翔》（改編自司馬遼太郎同名小說）。
- 2003年上映的美國電影《末代武士》（The Last Samurai）之劇情乃以此戰役為基礎改編。在片中由日本男星渡邊謙所飾演的武士勝元盛次，即是以西鄉隆盛為原型所塑造的虛構人物。